# Хусаин (деревня)
Хусаин (баш. Хөсәйен) — деревня в Альшеевском районе Республики Башкортостан России. Входит в Кармышевский сельсовет.

## География
Расстояние до:
- районного центра (Раевский): 11 км,
- центра сельсовета (Кармышево): 6 км,
- ближайшей железнодорожной станции (Шафраново): 6 км.

## История
Поселок появился при строительстве железной дороги. В селении жили семьи тех, кто обслуживал инфраструктуру разъезда.
Статус деревня посёлок разъезда Слак приобрёл согласно Закону Республики Башкортостан от 20 июля 2005 года N 211-з «О внесении изменений в административно-территориальное устройство Республики Башкортостан в связи с образованием, объединением, упразднением и изменением статуса населенных пунктов, переносом административных центров», ст.1

6. Изменить статус следующих населенных пунктов, установив тип поселения — деревня:

…
2) в Альшеевском районе:

…

э) поселка разъезда Слак Кармышевского сельсовета;
До 10 сентября 2007 года называлась Деревней разъезда Слак. Переименование прошло согласно Постановлению Правительства РФ от 10 сентября 2007 г. N 572 «О присвоении наименований географическим объектам и переименовании географических объектов в Республике Адыгея, Республике Башкортостан, Ленинградской, Смоленской И Челябинской областях», вместе с 12 населёнными пунктами района:

 переименовать в Республике Башкортостан:

в Альшеевском районе — деревню разъезда Аврюз в деревню Григорьевка, село Демского отделения Раевского совхоза в село Дим, деревню Зеленоклиновского отделения Кызыльского совхоза в деревню Зеленый Клин, деревню Красноклиновского отделения Раевского совхоза в деревню Красный Клин, деревню Линдовского отделения Раевского совхоза в деревню Линда, деревню 1-го отделения Кызыльского совхоза в деревню Сулпан, село сельхозтехникума в село Ким, деревню разъезда Слак в деревню Хусаин, деревню хозяйства Заготскота в деревню Шишма, деревню 3-го отделения совхоза «Шафраново» в деревню Каменка, село совхоза «Шафраново» в село Мечниково, деревню 2-го отделения Кызыльского совхоза в деревню Ярташлы; 

## Население
| 2002 | 2009 | 2010 |
| ---- | ---- | ---- |
| 22   | ↘17  | ↘8   |

## Инфраструктура
Одна улица — Центральная.